# Sumberejo (Klaten Selatan)
Sumberejo is een bestuurslaag in het regentschap Klaten van de provincie Midden-Java, Indonesië. Sumberejo telt 3409 inwoners (volkstelling 2010).